# 登德爾蒙德區
登德爾蒙德區（荷蘭語：Arrondissement Dendermonde）是比利時弗拉芒大區东佛兰德省的一個区。該區轄有10個市鎮，面積342.47平方公里，2020年1月1日人口為202249人。

## 市鎮
登德爾蒙德區下轄以下市鎮：
- 贝尔拉勒（Berlare）
- 比亨豪特（Buggenhout）
- 登德尔蒙德（Dendermonde）
- 哈默（Hamme）
- 拉尔讷（Laarne）
- 莱贝克（Lebbeke）
- 瓦斯明斯特（Waasmunster）
- 韦特伦（Wetteren）
- 维赫伦（Wichelen）
- 泽勒（Zele）